# Neobythites
Neobythites is een geslacht van straalvinnige vissen uit de familie van naaldvissen (Ophidiidae). Het geslacht is voor het eerst wetenschappelijk beschreven in 1885 door Goode & Bean.

## Soorten
- Neobythites alcocki Nielsen, 2002.
- Neobythites analis Barnard, 1927.
- Neobythites andamanensis Nielsen, 2002.
- Neobythites australiensis Nielsen, 2002.
- Neobythites bimaculatus Nielsen, 1997.
- Neobythites bimarginatus Fourmanoir & Rivaton, 1979.
- Neobythites braziliensis Nielsen, 1999.
- Neobythites crosnieri Nielsen, 1995.
- Neobythites elongatus (Smith & Radcliffe, 1913).
- Neobythites fasciatus Smith & Radcliffe, 1913.
- Neobythites fijiensis Nielsen, 2002.
- Neobythites franzi Nielsen, 2002.
- Neobythites gilli (Goode & Bean, 1896).
- Neobythites javaensis Nielsen, 2002.
- Neobythites kenyaensis Nielsen, 1995.
- Neobythites longipes (Norman, 1939).
- Neobythites longispinis Nielsen, 2002.
- Neobythites longiventralis Nielsen, 1997.
- Neobythites macrocelli Nielsen, 2002.
- Neobythites macrops Günther, 1887.
- Neobythites malayanus Weber, 1913.
- Neobythites malhaensis Nielsen, 1995.
- Neobythites marginatus (DeKay, 1842).
- Neobythites marianaensis Nielsen, 2002.
- Neobythites marquesaensis Nielsen, 2002.
- Neobythites meteori Nielsen, 1995.
- Neobythites monocellatus Nielsen, 1999.
- Neobythites multidigitatus Nielsen, 1999.
- Neobythites multistriatus Nielsen & Quéro, 1991.
- Neobythites musorstomi Nielsen, 2002.
- Neobythites natalensis Nielsen, 1995.
- Neobythites neocaledoniensis Nielsen, 1997.
- Neobythites nigriventris Nielsen, 2002.
- Neobythites ocellatus (Garman, 1899).
- Neobythites pallidus (Hureau & Nielsen, 1981).
- Neobythites purus Smith & Radcliffe, 1913.
- Neobythites sereti Nielsen, 2002.
- Neobythites sinensis Nielsen, 2002.
- Neobythites sivicola (Jordan & Snyder, 1901).
- Neobythites soelae Nielsen, 2002.
- Neobythites somaliaensis Nielsen, 1995.
- Neobythites steatiticus Alcock, 1894.
- Neobythites stefanovi Nielsen & Uiblein, 1993.
- Neobythites stelliferoides Gilbert, 1890.
- Neobythites stigmosus Machida, 1984.
- Neobythites trifilis Kotthaus, 1979.
- Neobythites unicolor Nielsen & Retzer, 1994.
- Neobythites unimaculatus Smith & Radcliffe, 1913.
- Neobythites vityazi Nielsen, 1995.
- Neobythites zonatus Nielsen, 1997.